# Marie Gabrielle Mfegue
Marie Gabrielle Mfegue est une femme journaliste culturelle. Elle est la cheffe du service culture et société de la station régionale de Crtv-Littoral au Cameroun.

## Biographie

### Enfance, éducation et début
Marie Gabrielle Mfegue est originaire du Cameroun et titulaire d'un Master en communication et journalisme de l'ESSTIC (Ecole Supérieure des Sciences et techniques de l'Information et de la Communication du Cameroun).

### Carrière
En 2008, Marie Gabrielle Mfegue entre à la Crtv comme personnel d'appui, puis en 2015, elle est recrutée. Elle présente quotidiennement dans les éditions des journaux et différents magazines du bouquet CRTV. Déléguée régionale de RJ2C, elle est nommée cheffe service culture et société de la station régionale de Crtv-Littoral le 14 mars 2023,,,.
Attachée de presse de l'auteure- compositeur, chanteuse et danseuse , Lady Ponce. 

### Militante
Marie Gabrielle Mfegue est également active dans des associations luttant contre les violences faites aux femmes, la stigmatisation et la prise en charge des personnes et enfants démunis,  la prise en charge des personnes, des enfants démunis, qu'ils soient albinos ou non, à travers des organisations telles que Sos Stigmatisation et l'APEFEV (Association pour la Protection de l'Enfance et de la Femme Victime). Elle est aussi promotrice, depuis six ans, d'un concours de beauté pour personnes albinos intitulé "Albi Faces Africa".   

## Prix et reconnaissances
Elle a reçu le prix de la meilleure émission littéraire avec son programme Au fil des pages. 
2023: Prix de meilleur journaliste radio par The public vision Awards.
2022: Prix de meilleur journaliste culturel par Best Talents Cameroon.